# 休菲爾斯滕山
47°9′7″N 9°17′53″E / 47.15194°N 9.29806°E

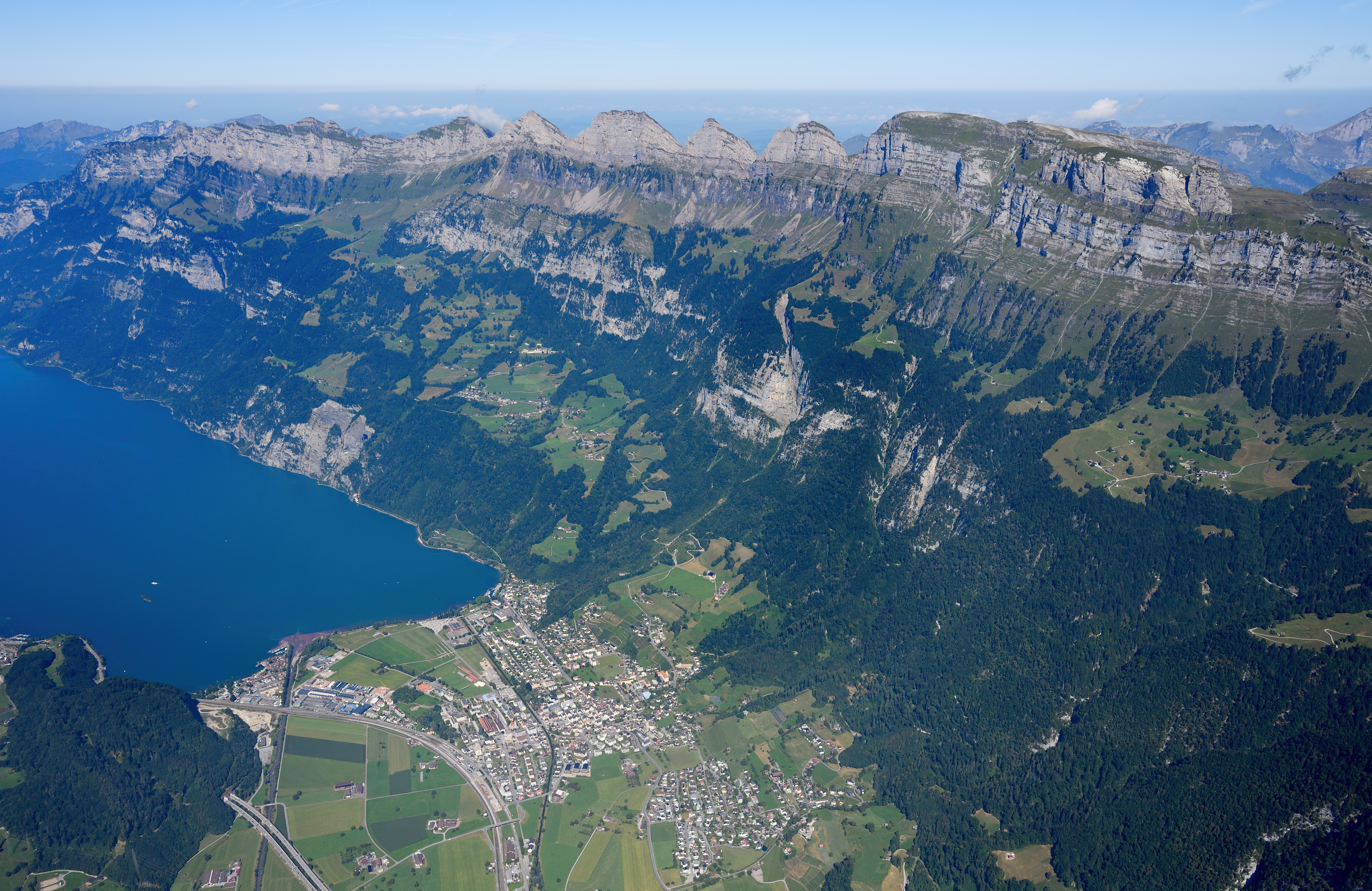

休菲爾斯滕山（德語：Churfirsten），是瑞士的山峰，位於該國東北部，由聖加侖州負責管轄，屬於阿彭策爾阿爾卑斯山脈的一部分，距離加姆斯山5公里，海拔高度2,306米。